# YF-17戰鬥機
諾斯羅普YF-17戰鬥機「眼鏡蛇」（英語： Cobra）是美國諾斯羅普公司參加美國空軍輕型戰鬥機計畫（LWF），與通用動力設計的YF-16競標的設計。競爭落敗之後，後來演變成為美國海軍F/A-18戰鬥機攻擊機，是少見敗選者復活的例子。
由於翼前緣延伸面（LERx）的曲線與大小的關係，使得YF-17獲得眼鏡蛇（Cobra）的暱稱。

## 歷史

### 競標輕型戰鬥機

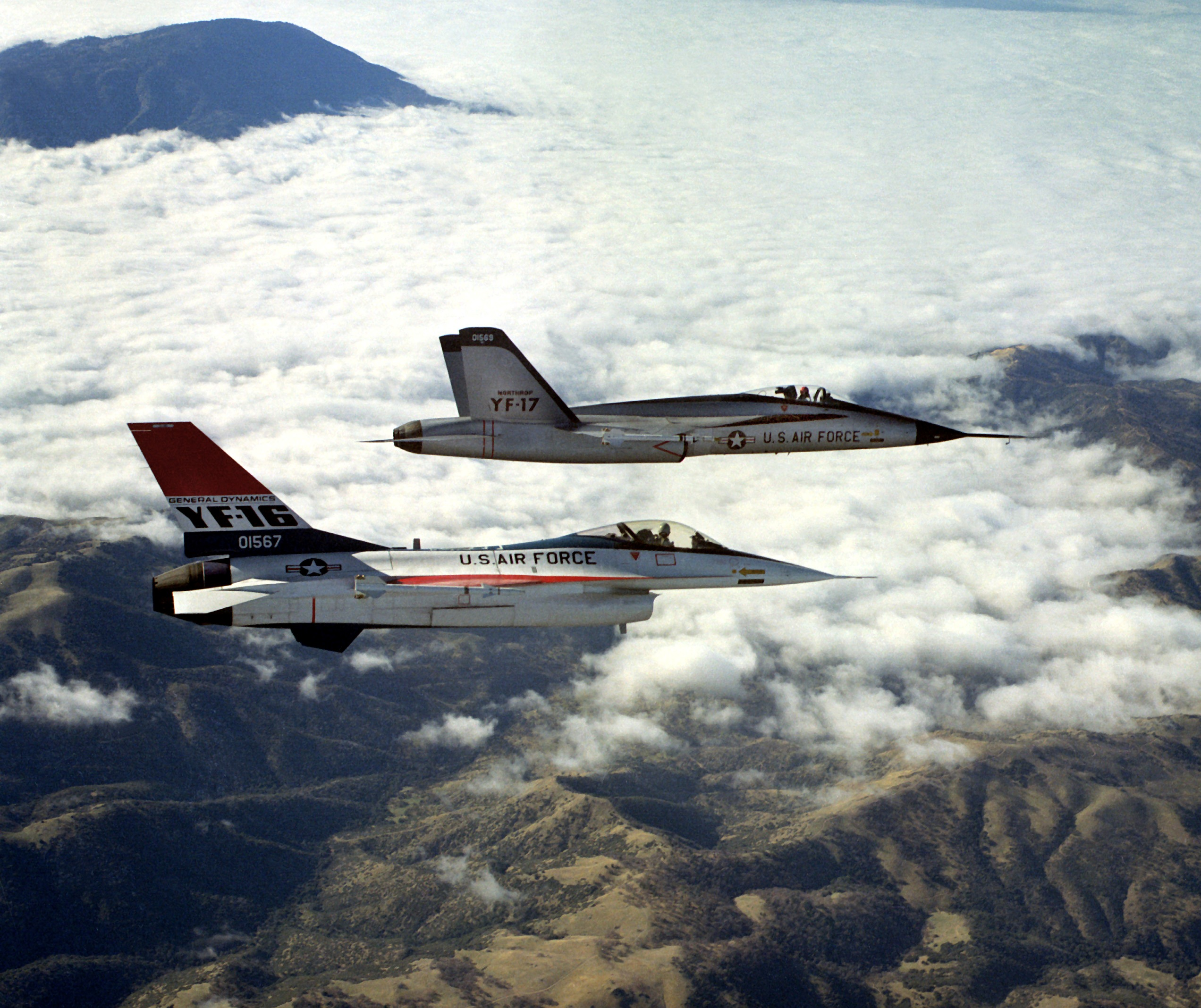
YF-16和YF-17測試機，各自配備AIM-9響尾蛇，攝於1982年

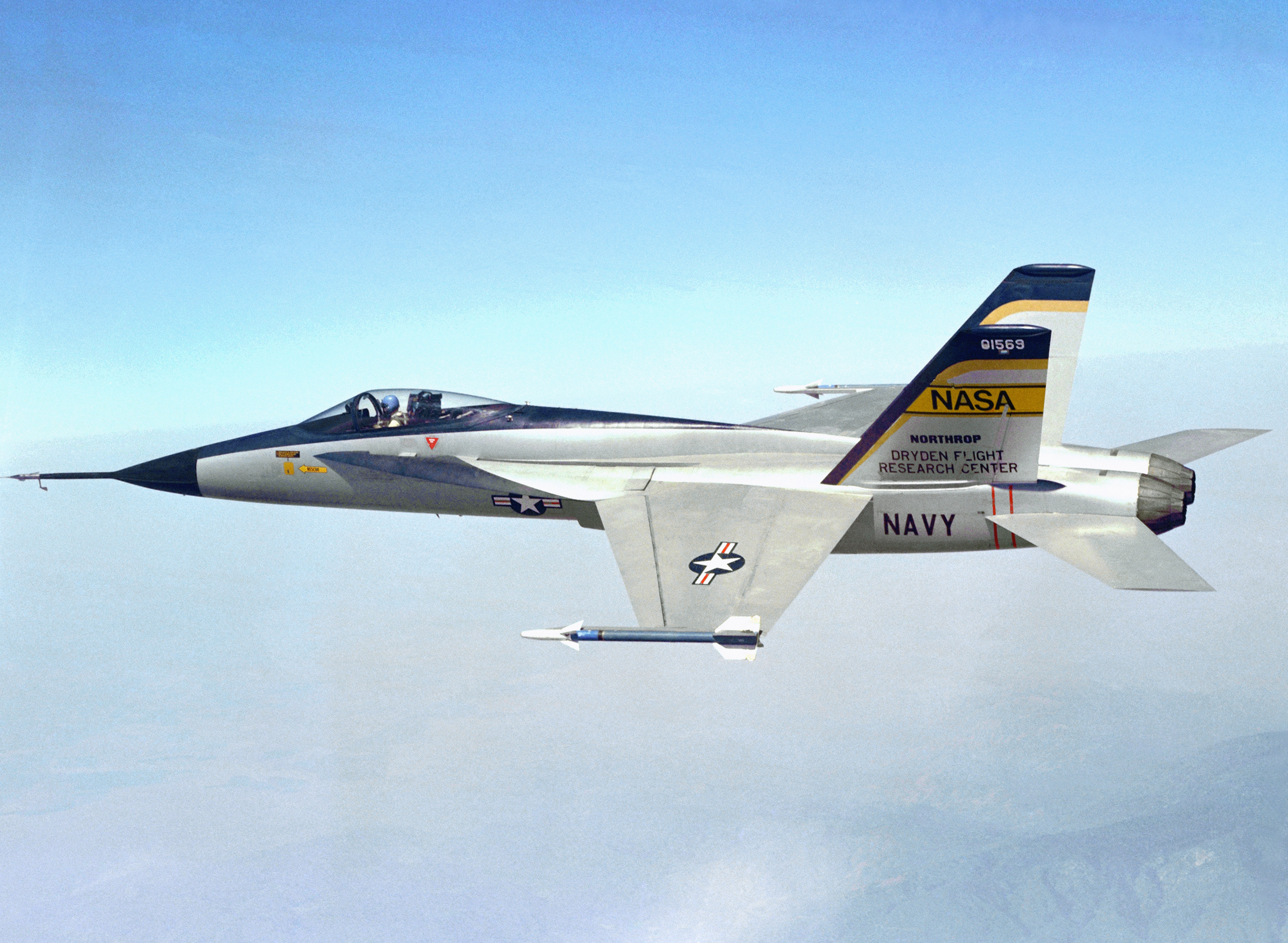
攝於1976年，YF-17在試驗飛行中。

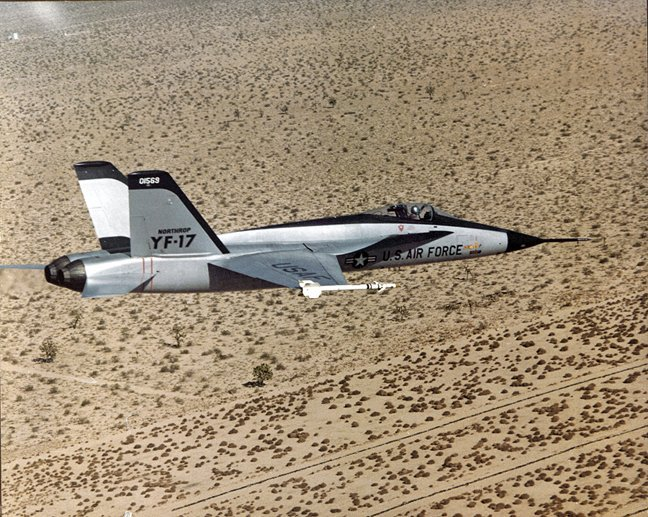
YF-17 原型機

1965年諾斯羅普公司以該公司非常成功的F-5A戰鬥機為基礎進行新型輕型戰鬥機設計，預估性能將會超越F-5E/F，這個計畫的內部編號為P-530。
1971年1月美國空軍提出輕型戰鬥機（LWF）需求案，對於飛機的性能要求包括高推重比，結構重量低於9000公斤（20000磅），以及具備優良的運動能力。媲美1967年蘇聯公開具有3馬赫飛行能力的MiG-25戰鬥機的性能優勢並未在這項專案中強調，反而將性能重心放在空戰較有可能發生的9090（30000英尺）到12120公尺（40000英尺）高度與0.6至1.6馬赫速度之間，以及飛機的迴轉率，加速和航程等方面。此外基於越戰時蘇聯戰鬥機體型較小的經驗，LWF也對機型大小有所要求。
LWF設計案還有三項要求：
- 廠商的設計案需要著重在現今的技術上。
- 廠商需要降低研發與生產階段的風險與不確定因素。
- 設計本身需要提供多項技術上搭配的選項，以應付未來的硬體需求。

諾斯羅普於1972年將P-530設計加以改良，原先多用途的設計轉變為強調對空任務，編號也改為P-600。此時諾斯羅普已經投入大約2千萬美金到這個計畫裡面，超過60萬人工時的工程研發以及4000小時次音速，穿音速和超音速風洞測試，使得P-600在競標時成為驗證最久的一款設計。其他參加的公司包括波音、通用動力、LTV和洛克西德等。同年3月，波音的908-909型設計脫穎而出成為第一選擇，P-600與通用動力的401型列為第二順位。1972年4月，負責評選的單位決定由P-600與401型兩款設計進入下一階段的研發。兩家公司分別獲得空軍的經費建造兩架原型機，編號分別是YF-17與YF-16。第一架YF-17於1974年4月4日出廠，6月9日進行第一次試飛。6月11日，YF-17創下美國第一種平飛時不需要後燃器就可以超音速飛行的戰鬥機紀錄。第二架原型機於8月21日首次試飛。
這兩架飛機一共進行288次的飛行測試，累積345.5飛行小時，其中13小時為超音速飛行時數。測試過程中曾經在50節空速下達到63度攻角，於40度攻角下達到36度測滑角。並且曾經在7小時內飛行7次，平均每兩次飛行之間的整備時間為15分鐘。
經過半年多的試飛與比較之後，1975年1月美國空軍正式宣布由YF-16獲勝，成為空軍和歐洲四國準備取代F-104的機種。此時YF-17的歷史看起來是到此為止。

### 嘗試出口失敗
為取代日本航空自衛隊的F-104及部分F-4，日本防衛廳於1974年展開招標，以購買替代機種，而YF-17亦是候選機種之一。然而，此方案於第一輪競標即被淘汰。

### 海軍的多用途戰機
自從海軍取消F-111B而改為F-14之後，研發與生產的過程遭遇相當多的困難，延誤和成本超支，國會議員要求國防部尋求其他的方案，海軍首先提出簡化版的F-14，但是兩次都被打回票，副國防部長William Clements甚至威脅：不要再拿F-14出來。海軍其他考慮的方案還包括改良自空軍的F-15，然而本身已經是重型戰鬥機的F-15再加上起降航艦的必要改裝，對於成本和重量絕對是雪上加霜。因此，國防部同意讓海軍提出VFAX的研究案，其中V代表固定翼，F代表戰鬥機，A代表攻擊機，X代表試驗型，也就是說，這一是項研究多用途艦載機的案子。
1974年8月，美國參議院和眾議院的軍事委員會都同意撥款3千萬美金給海軍進行VFAX的研究案，可是到了預算委員會審查的時候，參議院只同意編列2千萬美金，可是眾議院全部否決這項預算案。由於參眾兩院無法達成決議，因此兩院的委員會展開協調，結果是國會同意撥款2千萬美金給海軍，但是這筆經費必須使用於來自空軍的輕型戰鬥機與空戰戰鬥機（Air Combat Fighter）的技術與硬體，同時，這項計畫將改為海軍空戰戰鬥機（Navy Air Combat Fighter），採用輕型戰鬥機競標者的其中一款，修改為適合航艦操作。後續的預算申請要看海軍是否能夠自空軍的候選者中選擇其一。
由於上述的附加條件，海軍無法自由選擇廠商與設計案，而必須自競標輕型戰鬥機的兩種設計中選出一種加以修改，但是，國會並未要求海軍必須和空軍選擇相同的設計。

### 起死回生
艦載機許多設計與陸上操作的飛機不同，因此海軍要求參加輕型戰鬥機競標的兩家公司必須和有相關經驗的公司合作，諾斯羅普選擇麥克唐納-道格拉斯公司，通用動力則是挑上LTV公司。儘管外型相似，YF-17自這個階段開始逐漸轉變成為後來的F/A-18，並與雄貓共同擔任冷戰結束前美國海軍最新的艦載機，大幅改良型的F/A-18E/F超級大黃蜂進而取代雄貓成為2006年以後海軍唯一的戰鬥與攻擊機。
1975年5月海軍決定生產F/A-18，麥克唐納道格拉斯公司為海軍版的主承包商，諾斯羅普公司是副承包商，同時期諾斯羅普也在發展陸基版F-18L，期望爭取外銷訂單和成為主要的生產廠商。然而事與願違，所有的國外客戶都指定使用美國軍方的型號，也就是海軍版，導致諾斯羅普失去對整架飛機的生產主導權。儘管兩方對簿公堂，但在美國戰略利益當前，法院判決，允許諾斯羅普從中收取部分回饋。

### 終曲
在試飛計畫結束之後，第一架原型機曾經在美國國家航空暨太空總署位於愛德華空軍基地的戴頓飛行研究中心擔任海軍的阻力測試飛行研究。目前這架原型機於加利福尼亞州西方飛行博物館展示，第二架原型機陳列於阿拉巴马州战列舰纪念公园。

## 設計特點

### 機身結構
YF-17為半硬殼，中單翼，雙垂直尾翼設計，兩個半圓形固定進氣口位於機翼前緣的下方。垂直尾翼向外側傾斜約18度。全動水平控制面位於機尾，垂直尾翼的後方。
YF-17的機翼設計和F-5E接近，但是面積更大。1/4弦線處的後掠角是20度，機翼後緣與機身中線成垂直，最初P-530的機翼為高單翼，經過不斷測試的結果而變成最後的中單翼的位置。機翼上的控制面包括前緣襟翼，後緣由內側襟翼與外側副翼共同組成。
機翼前緣內側與機身接合處向前延伸出翼前緣延伸面（Leading Edge Root Extenstion，LERX），延伸的範圍一直到座艙罩前方。LERX在高攻角下提供YF-17極高的穩定性與失速後的控制能力，這一點在輕型戰鬥機計畫試飛過程中得到證實，一位海軍飛行員＂MuG＂ McKeown飛過其中一架原型機之後表示YF-17沒有任何失去控制的傾向。除此之外，LERX還能夠在高攻角下為整體升力多加上50%，並且使進入進氣道的氣流更平順，減少發動機熄火的可能。
LERX與機身之間有一道狹長開口，當超音速飛行時將進氣道前累積的多餘氣流排出，低速高攻角下則用以排除邊界層氣流。這個延伸面還曾經延伸到機鼻的位置，但是在YF-17的原型機上並未採用。
P-530最初沿用F-5E的單垂直尾翼設計，經過測試之後發現在高攻角下的控制力不足，而將設計改為兩片大小約為原先一半的雙垂直尾翼設計，1969年這兩面垂直尾翼面積加大，並且往前移動到與機翼的後緣接觸的位置上。YF-17的設計上將原先外傾45度改為18度，再度加大面積，同時還將水平控制面往尾部的移動。
P-503最初和YF-16類似，採用先天靜不穩定設計，但是諾斯羅普公司在競標輕型戰鬥機計畫階段，認為當時的線傳飛控系統還不夠成熟，因此改為傳統的靜穩定設計，但是這項改變並未讓YF-17在運動性能上與YF-16有明顯差距。

### 動力
YF-17使用兩具奇異公司YJ101雙軸渦輪扇發動機，這個發動機的核心來自於B-1槍騎兵戰略轟炸機使用的F101渦輪扇發動機，具有10級壓縮段與25比1的壓縮比。旁通比為0.25，可是旁通氣流在這一款發動機的作用上僅是用作冷卻，沒有產生推力的作用，因此常被稱作是漏氣的渦輪發動機。

### 武裝
雖然僅僅是作為技術驗證的原型機，YF-17在機鼻上方裝有一門20毫米M61機炮，翼端兩側可以攜帶一枚AIM-9響尾蛇飛彈，計畫中的設備還包括雷達與多功能掛架，包括可以彈性掛載AIM-7麻雀飛彈*4或AIM-9*4。

## 使用國家
一共只有兩架原型機生產，沒有任何一架進入量產與服役階段。

## 外部連結
- YF-17 Cobra （页面存档备份，存于）
- YF-17 Cobra （页面存档备份，存于）
- YF-17—The Cobra Survivors （页面存档备份，存于）
- YF-17 "Cobra" （页面存档备份，存于）
- Northrop YF-17 Cobra （页面存档备份，存于）
- Northrop YF-17 'Cobra'

1. ↑  . No. 2010-12: 88.
2. ↑  .   [2023-06-16]. （原始内容存档于2023-09-24）.